# 黄麞谷之战
黄麞谷之战是營州之亂中的一次战役。指万岁通天元年（696年）五月至七月，契丹李尽忠举兵反周，在西硖石黄麞谷（今河北省迁安市东北西硖石谷内）大败武周军的伏击战。
武周时，与契丹相邻的营州（治今辽宁省朝阳市）都督赵文翙对契丹受灾部民不予救济，谩骂契丹首领，压制契丹民众，契丹强烈不满。契丹松漠都督李尽忠与其妻兄归诚州刺史孙万荣等，在万岁通天元年正月十二日举兵反周。他们攻陷营州，俘虏数百人，杀赵文翙。李尽忠自称可汗，孙万荣为大将，掠夺周境，十天内兵马号称十万。进攻崇州（治今辽宁省朝阳市东北），俘获龙山军讨击副使许钦寂。武则天在正月二十五日命左鹰扬卫将军曹仁师、右金吾卫大将军张玄遇，左威卫大将軍李多祚、司农少卿麻仁节等二十八将，率军进讨。七月十一日，又派春官尚书、梁王武三思为榆关道安抚大使，纳言姚璹为副使，出镇渝关（今河北山海关）策应。七月，孙万荣率军攻打檀州（治所在今北京市密云区），被清边道副总管张九节率军击退。八月，李尽忠在西硖石谷预设伏兵，诱敌深入，先派俘虏散布契丹难以自保的消息，周军信以为真，大军前进，到达黄麞谷。契丹派老弱诈降，转移老牛老马到路旁，然曹仁师诸将放松警惕，舍步兵督轻骑兵前进。八月二十八日遇到契丹伏兵，周军大败，张玄遇、麻仁节被俘。李尽忠又用缴获的军印，假造军牒，让张玄遇署名，送给武周后军总管燕匪石、宗怀昌，让他们昼夜兼程，军马不堪。契丹再从途中伏击，周军几乎全歼。武则天再派王孝杰率兵讨伐契丹，又有东硖石谷之战的败绩。